# Кушнір Вікторія Олександрівна
Вікто́рія Олекса́ндрівна Кушні́р — помічник Міністра оборони України (прессекретар), полковник.

## З життєпису
Довгий час працювала керівником пресслужби Маріупольського міського управління міліції. Станом на квітень 2011 року підполковник Вікторія Кушнір — начальник Департаменту зв'язків із громадськістю МВСУ.
Кандидат наук з державного управління.

## Нагороди
- орден княгині Ольги III ступеня (04.12.2015) — «за особисту мужність, сумлінне та бездоганне служіння Українському народові, зразкове виконання військового обов'язку»[2].